# Guillaume Lekeu
Guillaume Lekeu (Heusy bij Verviers, 20 januari 1870 - Angers, 21 januari 1894) was een Belgisch componist.

## Levensloop
Lekeus vader handelde in wol. Zijn beide ouders waren muziekliefhebbers. Hij kreeg zijn eerste muzieklessen (piano en notenleer) van Alphonse Voss, de dirigent van de plaatselijke fanfare.
In 1879 verhuisde de familie naar Poitiers. Aan het lyceum leerde hij onder invloed van zijn leraar natuurkunde Alexandre Tissier, een amateurmusicus, de muziek van Beethoven en Bach kennen. Vanaf 1885 componeerde hij regelmatig, vooral voor piano en kamerbezetting. In deze periode interesseerde hij zich actief voor verschillende muziekstromingen (zowel oude muziek als die van zijn eigen tijd), maar hij concentreerde zich vooral op Beethoven. Tijdens zijn zomervakanties ging hij terug naar zijn geboortedorp. Hij studeerde er vanaf 1887 harmonieleer en viool bij Octave Grisard.
In juni 1888 verhuisde het gezin Lekeu naar Parijs, waar hij begon aan een studie filosofie. Hij maakte kennis met Téodor de Wyzewa en zette zijn studie harmonieleer voort bij Gaston Vallin. In augustus 1889 ging hij naar Bayreuth om er naar Wagners opera's te luisteren. Hij zou er tijdens een van de opvoeringen, door emotie bewogen, het bewustzijn hebben verloren. Na deze reis volgde hij privélessen contrapunt en fuga bij César Franck. Beiden raakten snel bevriend en Franck stimuleerde hem in zijn compositorische bezigheden. Ondertussen werden meerdere van zijn werken uitgevoerd in Verviers.
Na Francks dood in de herfst van 1890 introduceerde Wyzewa hem bij Vincent d'Indy. Deze onderwees hem orkestratie en zette hem aan mee te doen aan de Brusselse Prix de Rome. Hij won in 1891 de tweede prijs met zijn cantate Andromède, samen met Carl Smulders. Velen bespotten dat oordeel, omdat de jury partijdig zou zijn geweest. In 1892 introduceerde D'Indy hem bij Le Cercle des XX. Daar dirigeerde hij meerdere van zijn werken en ontmoette de violist Eugène Ysaÿe. Lekeu schreef voor hem een vioolsonate. Het werd zijn meest gespeelde werk. 1892 was het jaar van Lekeus grote doorbraak, die helaas van korte duur zou zijn. Talloze van zijn werken werden in die periode uitgevoerd. De dag na zijn 24ste verjaardag stierf Lekeu te Angers, waar zijn ouders sinds 1892 woonden, aan paratyfus, na het nuttigen van een besmette sorbet.

## Stijl
Al in zijn eerste composities kan men een duidelijk persoonlijke stijl herkennen. In 1887 besloot hij nooit van zijn leven 'muziekjes' te schrijven, met de woorden: "bien plus, ce sera bizarre, détraqué, horrible, tout ce qu'on voudra; mais du moins se sera original". (meer zelfs, het zal bizar zijn, ontwricht, walgelijk en al wat men wil, maar het zal tenminste origineel zijn).
Lekeu nam Beethoven als voorbeeld voor de compositie van strijkkwartetten : "il y avait autre chose à tirer du quatuor qu'une oeuvre parfaite et régulière à la Mozart ou à la Haydn" (er was meer uit een kwartet te halen dan perfecte en regelmatige werken op zijn Mozarts of op zijn Haydns). Uit Bayreuth nam Lekeu de unendliche Melodie van Wagner mee. Zelf noemde hij deze stijl "des mélodies de telle longeur qu'un seul exposé suffise à parfaire un morceau de musique" (melodieën van een dusdanige lengte dat enkel de expositie volstaat om een werk te voltooien). Toch is hij het meest beïnvloed door Franck.
Veel uit Lekeus oeuvre wordt gekenmerkt door een zekere zwaarmoedigheid, tot zelfs pathetiek. Hij schreef echter ook minder sombere werken, misschien gemotiveerd door het feit dat "la joie est mille fois plus difficile à peindre que la souffrance" (vrolijkheid is duizendmaal moeilijker te schilderen dan het lijden).
Hoewel Lekeu op jonge leeftijd stierf, op een moment dat zijn compositorische vaardigheden nog niet volmaakt waren, getuigt zijn muziek van rijpheid. Zijn tijdgenoten hadden hem een langer leven toegewenst, in het licht van een gegarandeerd succes als componist.

## Composities
Lekeu schreef een vijftigtal werken. Hieronder een selectie van de belangrijkste.

### Orkest
- 1889 Première étude symphonique
- 1889 Deuxième étude symphonique
- 1890 Introduction symphonique aux Burgraves de Victor Hugo
- 1890 Fantaisie contrapuntique sur un cramignon liégeois
- 1891 Adagio voor strijkorkest
- 1893 Fantaisie pour orchestre sur deux airs populaires angevins
- Molto adagio sempre cantante doloroso
- (Les) Burgraves
- Epithalame
- Etude symphonique No. 1: Chant de triomphale délivrance
- Etude symphonique No. 2

### Harmonieorkest
- 1892 Introduction et Adagio voor blaasorkest
- Fantaisie symphonique, voor blaasorkest - bewerkt door Marcel van Bree

### Vocale muziek
- 1891 Chant lyrique, voor koor en orkest, op een tekst van de componist
- Choral (À mon oncle Pierre Lekeu)
- 1891 Andromède, poème lyrique et symphonique, voor solisten, koor en orkest, op een tekst van Jules Sauvenière
- Trois Poèmes, voor sopraan en piano, op teksten van de componist

### Kamermuziek
- 1888 Strijkkwartet in G-groot
- 1888 Viool-Cellosonate
- 1892-1893 Pianokwartet (onvoltooid)
- 1890-1891 Pianotrio in c-klein
- 1892-1893 Sonata in G-groot voor viool en piano  (opgedragen aan Ysaÿe)
- (La) Fenêtre de la maison paternelle
- (Les) Pavots
- Morceau (Andante sostenuto)
- (L')Ombre plus dense
- Quelque antique et lente danse

### Pianosolo
- 1891 Sonate in g-klein voor piano

- Biblioteca Nacional de España: XX1118780
- Bibliothèque nationale de France: cb12360380h (data)
- CiNii: DA09832873
- Gemeinsame Normdatei: 119281961
- International Standard Name Identifier: 0000 0000 8081 9606
- Library of Congress Control Number: n79127796
- MusicBrainz: 08e88d33-fbc7-42d8-9fbf-c14f552f1277
- Bibliotheek van het Japanse parlement: 01082340
- Nationale Bibliotheek van Tsjechië: xx0030806
- Nationale Bibliotheek van Israël: 987007282704305171
- Nederlandse Thesaurus van Auteursnamen: 096895861
- Istituto Centrale per il Catalogo Unico: PARV294280
- SNAC: w67p9t6x
- Système universitaire de documentation: 032606427
- Virtual International Authority File: 2548606
- WorldCat: E39PBJcrh4F83CTfQGWxBc7T73